# Pema Deczen
Aszi Pema Deczen (ur. 1918, zm. 1991) – królowa Bhutanu, żona Jigme Wangchucka (od 1932), matka jego czworga dzieci.
Jednym z jej przodków był Dżigme Namgjal, trzykrotny druk desi. Zainicjowała, w latach 50., odrestaurowanie pochodzącego z XV wieku sanktuarium Padmasambhawa.